# Brian Ogilvie
Brian Ogilvie (* 20. März 1954 in Vancouver, British Columbia; † 14. August 2004 in Schottland) war ein kanadischer Jazzmusiker (Klarinette, Saxophon) und Komponist, der in Kanada und den Vereinigten Staaten im Bereich des Traditional Jazz aktiv war.

## Leben und Wirken
Ogilvie spielte 1987 in der Magnolia Brass Band in Toronto; 1988 leitete er das Ogilvie Brothers Jazztet, dem sein Bruder Don Ogilvie (Gitarre) und Neil Swainson am Bass angehörte. 1989 wurde er mit dem National Canada Council of the Arts ausgezeichnet. 1992–95 war er in den USA Mitglied der Jim Cullum Jazz Band. In dieser Zeit trat er mit Cullum in der Radioshow Riverwalk Jazz auf, zu der er Kompositionen beisteuerte. Anschließend zog er nach New Orleans und trat bis zu seinem Tode auf verschiedenen Jazzfestivals auf. Er starb im August 2004 nach einem Auftritt in Inverness. Im Bereich des Jazz war er zwischen 1975 und 2003 an 59 Aufnahmesessions beteiligt, u. a. auch bei Bob Wilber, Joe Ascione, Dan Barrett, Ralph Sutton und Digby Fairweather.

## Diskographische Hinweise
- For You (Arbors, 1999), mit Dan Barrett, John Sheridan, Phil Flanigan, Jeff Hamilton